# Деркс, Аннемик
Аннемик Йозефина Деркс (нидерл. Annemiek Josefina Derckx; 12 апреля 1954, Бегден) — голландская гребчиха-байдарочница, выступала за сборную Нидерландов на всём протяжении 1980-х годов. Дважды бронзовая призёрша летних Олимпийских игр, обладательница серебряной и бронзовой медалей чемпионатов мира, чемпионка регат национального и международного значения.

## Биография
Аннемик Деркс родилась 12 апреля 1954 года в городе Бегдене, провинция Лимбург. В детстве занималась плаванием, водным поло и гандболом, активно заниматься греблей на байдарках начала в возрасте четырнадцати лет, проходила подготовку в спортивном клубе «Наутилус» в Рурмонде. 
Первого серьёзного успеха на взрослом международном уровне добилась в 1984 году, когда попала в основной состав голландской национальной сборной и благодаря череде удачных выступлений удостоилась права защищать честь страны на летних Олимпийских играх 1984 года в Лос-Анджелесе. Участвовала в зачёте одиночных байдарок на полукилометровой дистанции и завоевала бронзовую медаль, уступив в финале лишь шведке Агнете Андерссон и немке Барбаре Шюттпельц.
В 1985 году Деркс побывала на чемпионате мира в бельгийском Мехелене, откуда привезла награду бронзового достоинства, выигранную в двойках на пятистах метрах. Два года спустя успешно выступила на мировом первенстве в немецком Дуйсбурге, где в той же дисциплине стала серебряной призёркой. Будучи в числе лидеров гребной команды Нидерландов, благополучно прошла квалификацию на Олимпийские игры 1988 года в Сеуле — вместе с напарницей Аннемари Кокс получила бронзовую медаль в программе двухместных экипажей, проиграв в финале только командам из ГДР и Болгарии. Вскоре после этих соревнований приняла решение завершить карьеру профессиональной спортсменки, уступив место в сборной молодым голландским гребчихам.
Покинув большой спорт, работала учителем физкультуры и физиотерапевтом.